# Miguel Torres (lutador)
Miguel Angel Torres (East Chicago, 18 de janeiro de 1981) é um lutador de artes marciais mistas estadunidense que compete no World Series of Fighting. Ele é ex-campeão peso-galo do WEC. Torres recebeu a faixa preta de jiu-jitsu de Carlson Gracie Jr.